# Thierry Amiel (musikalbum)
Thierry Amiel är ett självbetitlat studioalbum av den franska sångaren Thierry Amiel. Det gavs ut den 17 november 2006 och innehåller 12 låtar.

## Låtlista
| Nr  | Titel             | Längd |
| --- | ----------------- | ----- |
| 1.  | Réveille-toi      | 3:47  |
| 2.  | Un jour parfait   | 4:20  |
| 3.  | Coeur sacré       | 3:23  |
| 4.  | De temps en temps | 3:38  |
| 5.  | De là-haut        | 4:29  |
| 6.  | L'amour en face   | 3:32  |
| 7.  | C'est écrit       | 3:00  |
| 8.  | Qu' on en finisse | 4:27  |
| 9.  | L'essentiel       | 3:29  |
| 10. | Le soleil blanc   | 4:04  |
| 11. | Prendre mon âme   | 4:04  |
| 12. | Suède             | 3:39  |

## Listplaceringar
| Lista               | Topplacering |
| ------------------- | ------------ |
| Belgien (Vallonien) | 50           |
| Frankrike           | 16           |
| Schweiz             | 87           |